# فرانسیس ویلیام آستون
فرانسیس ویلیام آستون (به انگلیسی: Francis William Aston) ‏(زاده ۱ سپتامبر ۱۸۷۷ - درگذشته ۲۰ نوامبر ۱۹۴۵) یک شیمی‌دان و فیزیک‌دان انگلیسی بود. او در سال ۱۹۲۲ برای کشف ایزوتوپ‌های تعداد زیادی از عناصر غیر رادیواکتیو با استفاده از روش طیف‌سنجی جرمی، برندهٔ جایزه نوبل شیمی شد.